# Raphael Wolf
Pour les articles homonymes, voir Wolf.
Raphael Wolf est un footballeur allemand, né le 6 juin 1988 à Munich. Il évolue au poste de gardien de but.

## Biographie

### En club

#### Jeunesse et formation
Wolf commence à jouer au football au FC Tegernbach à Pfaffenhofen an der Ilm. Il joue ensuite au MTV Pfaffenhofen puis au FSV Pfaffenhofen . À 15 ans, il change de club et part au SpVgg Unterhaching puis le 1er juillet 2004 au Hambourg SV. 

#### Hambourg SV
Il signe en 2007, un contrat avec Hambourg pour trois ans. Lors de la saison 2007-2008 , l'entraineur Stevens Huub le fait monter en équipe première. Lors de son passage à Hambourg, il ne jouera que 25 matchs de Regionalliga.

#### Kapfenberger SV
Pendant le mercato estival de 2009, Wolf est transféré au Kapfenberger SV en Bundesliga autrichienne. Le transfert a eu lieu dans le cadre de la coopération entre les deux clubs. Il fait ses débuts professionnels le 18 juillet 2009 lors du premier match de la saison 2009-2010 dans une défaite 0-1 à domicile contre le SV Ried.

#### Werder Brême
Pour la saison 2012-2013, Wolf signe au Werder Brême. Après qu'il était pas venu dans la première année d'utilisation, il a annoncé le 30 novembre 2013 ses débuts en championnat à 4: 4 dans le jeu au TSG 1899 Hoffenheim . Dans la deuxième moitié de la saison 2013-2014 il remplace Sebastian Mielitz en tant que gardien de but.  Lors de la première partie de la saison 2014-2015, il est le gardien incontesté du Werder Brême, mais ses statistique empirent de match en match et il perd donc sa place. Malheureusement à cause d'une blessure est dans l'obligation de recruter un nouveau gardien, il s'agira de Koen Casteels qui sera prêté au Werder et Wolf ne réussira pas a reprendre sa place. Il ne retrouvera plus jamais sa place de numéro 1 et sera même rétrogradé au statut de quatrième gardien.

#### Fortuna Düsseldorf
Le 12 juin 2017,il signe un contrat d'un an avec le Fortuna Dusseldorf. Auteur d'une bonne saison, il prolonge son contrat jusqu'en 2021. Quelque   plus tard, le Fortuna Düsseldorf sera assuré de la monté en Bundesliga.
Le 30 juin 2023,son club le Fortuna Düsseldorf le libère.

## Statistiques
| Saison                | Club                  | Championnat           | Championnat | Championnat | Coupe(s) nationale(s) | Coupe(s) nationale(s) | Compétition(s) continentale(s) | Compétition(s) continentale(s) | Compétition(s) continentale(s) | Total | Total |
| Saison                | Club                  | Division              | M.          | B.          | M.                    | B.                    | Comp.                          | M.                             | B.                             | M.    | B.    |
| 2007-2008             | Hambourg SV           | Bundesliga            | -           | -           | -                     | -                     | -                              | -                              | -                              | 0     | 0     |
| 2008-2009             | Hambourg SV           | Bundesliga            | -           | -           | -                     | -                     | -                              | -                              | -                              | 0     | 0     |
| Sous-total            | Sous-total            | Sous-total            | 0           | 0           | 0                     | 0                     | -                              | 0                              | 0                              | 0     | 0     |
| 2009-2010             | Kapfenberger SV       | Bundesliga            | 35          | 0           | -                     | -                     | -                              | -                              | -                              | 35    | 0     |
| 2010-2011             | Kapfenberger SV       | Bundesliga            | 34          | 0           | 5                     | 0                     | -                              | -                              | -                              | 39    | 0     |
| 2011-2012             | Kapfenberger SV       | Bundesliga            | 35          | 0           | 1                     | 0                     | -                              | -                              | -                              | 36    | 0     |
| Sous-total            | Sous-total            | Sous-total            | 104         | 0           | 6                     | 0                     | -                              | 0                              | 0                              | 110   | 0     |
| 2012-2013             | Werder Brême          | Bundesliga            | -           | -           | -                     | -                     | -                              | -                              | -                              | 0     | 0     |
| 2013-2014             | Werder Brême          | Bundesliga            | 21          | 0           | -                     | -                     | -                              | -                              | -                              | 21    | 0     |
| 2014-2015             | Werder Brême          | Bundesliga            | 27          | 0           | 2                     | 0                     | -                              | -                              | -                              | 29    | 0     |
| 2015-2016             | Werder Brême          | Bundesliga            | -           | -           | -                     | -                     | -                              | -                              | -                              | 0     | 0     |
| 2016-2017             | Werder Brême          | Bundesliga            | -           | -           | -                     | -                     | -                              | -                              | -                              | 0     | 0     |
| Sous-total            | Sous-total            | Sous-total            | 48          | 0           | 2                     | 0                     | -                              | 0                              | 0                              | 50    | 0     |
| 2017-2018             | Fortuna Düsseldorf    | 2.Bundesliga          | 31          | 0           | 1                     | 0                     | -                              | -                              | -                              | 32    | 0     |
| 2018-2019             | Fortuna Düsseldorf    | 1.Bundesliga          | -           | -           | 1                     | 0                     | -                              | -                              | -                              | 1     | 0     |
| 2018-2019             | Fortuna Düsseldorf    | 1.Bundesliga          | 1           | 0           | -                     | -                     | -                              | -                              | -                              | 1     | 0     |
| 2019-2020             | Fortuna Düsseldorf    | 1.Bundesliga          | 1           | 0           | -                     | -                     | -                              | -                              | -                              | 1     | 0     |
| 2020-2021             | Fortuna Düsseldorf    | 2.Bundesliga          | 2           | 0           | 1                     | 0                     | -                              | -                              | -                              | 3     | 0     |
| 2021-2022             | Fortuna Düsseldorf    | 2.Bundesliga          | 7           | 0           | -                     | -                     | -                              | -                              | -                              | 7     | 0     |
| Sous-total            | Sous-total            | Sous-total            | 42          | 0           | 3                     | 0                     | -                              | 0                              | 0                              | 45    | 0     |
| Total sur la carrière | Total sur la carrière | Total sur la carrière | 194         | 0           | 12                    | 0                     | -                              | 0                              | 0                              | 206   | 0     |